# Pierre de Monteruc

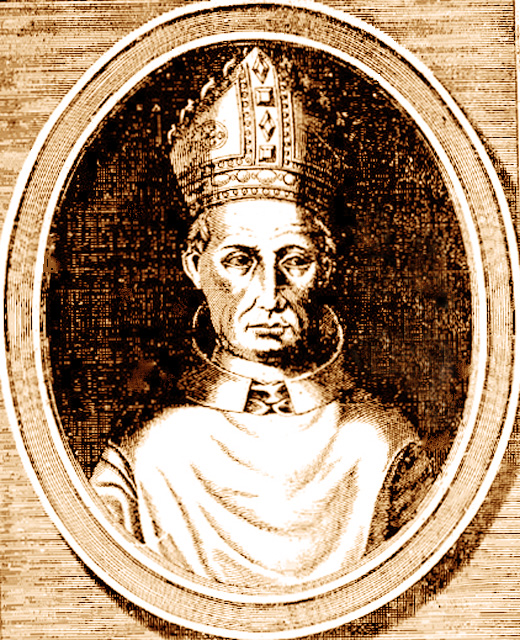
Kardinal Pierre de Monteruc (Darstellung von 1660)

Pierre de Monteruc (* in Donzenac; † 20. Mai 1385 in Avignon) war ein französischer Geistlicher und Kardinal.

## Biografie
Er studierte Zivilrecht an der Universität von Toulouse und verbrachte seine ersten Jahre in der Anonymität, bis sein Onkel Étienne Aubert 1352 unter dem Namen Innozenz VI. das Papstamt übernahm. Von da an profitierten er und seine Cousins Audouin von der „limousinischen Vetternwirtschaft“, die unter den Päpsten von Avignon so häufig vorkam: Monteruc war unter anderem Propst von Saint-Pierre de Lille, Kanoniker der Domkapitel von Amiens, Elne und Avranches, Schatzmeister von Bayeux, apostolischer Protonotar und Kaplan des Papstes.
Nach dem Tod des Bischofs von Pamplona, Arnaldo de Barbazán, im Jahr 1356 wurde Monteruc zu dessen Nachfolger ernannt, obwohl er nicht geweiht wurde: Es war der erste vakante Sitz im Königreich Navarra, seit das Haus Évreux, das nun unabhängig von Frankreich war, den Thron bestieg, und der Prinz Ludwig von Évreux, der in Abwesenheit seines Bruders Karl II. das Königreich regierte, vertrieb den Vikar von Monteruc, Raymond des Fraux, mit Gewalt, um Sánchez de Asiáin einzusetzen, da er einen navarrischen Prälaten einem französischen vorzog.
Sein Onkel Innozenz VI. erhob ihn im Konsistorium vom 23. Dezember 1356 zum Kardinalpresbyter von Santa Anastasia, und er wurde im Volksmund als „Kardinal von Pamplona“ bekannt. Nach dem Tod von Pierre des Prés im Jahr 1361 war er Vizekanzler und nahm am Konklave von 1362 teil, in dem Papst Urban V. gewählt wurde. Als er 1367 den päpstlichen Hof nach Rom verlegte, blieb er in Avignon und wurde Nachfolger von Wilhelm von Aigrefeuille als Protopresbyter. Er nahm auch am Konklave von 1370 teil, in dem Gregor XI. gewählt wurde, nicht aber am Konklave vom April 1378, in dem Urban VI. gewählt wurde, und auch nicht an dem vom September desselben Jahres, in dem der Gegenpapst Clemens VII. gewählt wurde, dem er sich während des Abendländischen Schismas angeschlossen hatte.
Er starb 1385 und wurde in der Kartause von Notre-Dame-du-val-de-Bénédiction in Villeneuve-lès-Avignon beigesetzt.